# 育德胡同
39°56′00″N 116°22′17″E / 39.9334193°N 116.3714165°E

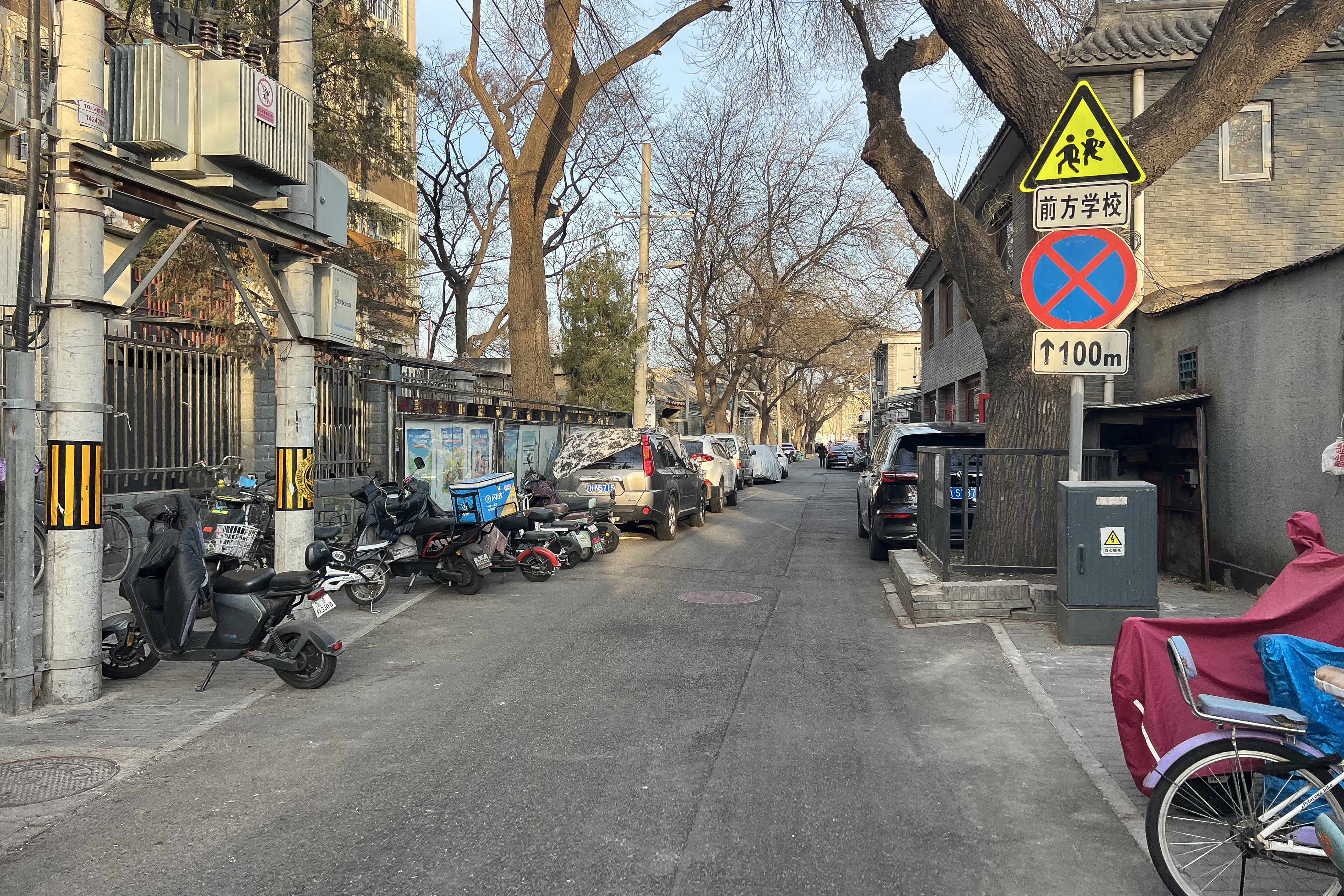
育德胡同，自西向东拍摄

育德胡同是位于中国北京市西城区中部的一条胡同。

## 简介
育德胡同为东西走向，东起新街口南大街，西到赵登禹路。全长399米，平均宽5米。明朝称“石碑胡同”。为避免和西长安街南侧的石碑胡同重名，故1965年改称“育德胡同”。
光绪己亥五月初七（1899年6月14日），该胡同曾发生大爆炸。《天咫偶闻》载：“光绪己亥，五月初七，石碑胡同军器厂失慎，火药库被轰，时日才癸丑，西城忽有大声如地震，屋宇皆摇阖，厂房均震飞，地陷巨坑。右邻尼庵、禅房、香积、尺椽不存，惟佛殿仅在。四旁人家，毁屋无数，伤人也无数，奉旨确察，金吾仅以六人塞明诏、实则不止也。是日人家有从空坠人首足者。也有炮子飞落屋上者。正值护国寺庙市，琉璃器碎无一存。其日厂兵点卯甫毕，众往食肆早饭，故免者甚多。”
如今，育德胡同路北大部分皆为现代楼房，路南大部分则仍为平房。育德胡同东口路北，有北京市西城区棉花胡同幼儿园分园，位于育德胡同5号。